# America in the 50's
America in the 50's var en amerikansk dokumentär-TV-serie från 1997 i sju delar om 1950-talet i USA. Den är baserad på en dokumentärbok av David Halberstam med titeln The Fifties.
Serien sändes i Sveriges Television varje lördag kväll klockan 20.00 lokal tid under perioden 10 juli-21 augusti 1999. Den kallades då Femtiotalets Amerika.

## Delar
| Delens nummer | Delens namn (original samt i Sveriges Television) | Tema                                                          |
| ------------- | ------------------------------------------------- | ------------------------------------------------------------- |
| 1             | The Fear and the Dream (Hotet och drömmen)        | Framtidshopp efter andra världskriget, oro under kalla kriget |
| 2             | Selling the American Way (Att sälja en livsstil)  | Reklam, konsumtionssamhälle                                   |
| 3             | Let's Play House (Mamma, pappa, barn)             | Amerikanska mönsterfamiljen                                   |
| 4             | A Burning Desire (Linje Lusta)                    | Sexuella revolutionen                                         |
| 5             | The Beat (The Beat)                               | Rockmusik, ungdomskultur                                      |
| 6             | The Rage Within (Orättvisan)                      | Etniska och sociala problem                                   |
| 7             | The Road to the Sixties (Vägen till sextiotalet)  | Sena 1950-alet och tidiga 1960-talet                          |

### Fotnoter
1. ↑  ”America in the '50s” (på engelska). Worldcat. 11 mars 2007. http://www.worldcat.org/title/america-in-the-50s/oclc/271326697&referer=brief_results. Läst 19 januari 2017.
2. ↑  ”Femtiotalets Amerika”. Svensk mediedatabas. 11 mars 1999. https://smdb.kb.se/catalog/search?q=%22Femtiotalets+Amerika%22+typ%3Atv&sort=OLDEST. Läst 12 mars 2008.